# Буткуте, Джордана
Джордана Буткуте-Страсявичене (лит. Džordana Butkutė-Strasevičienė, родилась 3 октября 1968 года в Расейняе) — литовская певица.

## Биография

### Музыкальная карьера
Дебютировала в 1986 году на фестивале «Литуаника» в составе группы «Impulsas», получила приз будущей надежды. С 1987 года выступала в ВИА «Нерия» Станисловаса Чапаса, в том же году на фестивале «Балтийская молодость-87», став лауреатом приза зрительских симпатий и приза самой привлекательной исполнительницы. Через год на фестивале «Балтийская молодость-88» получила титул «Мисс фестиваля», в 1990 году представляла Литву на международном фестивале в Юрмале. В 1990 году на фестивале «Молодёжная эстрада» завоевала два призовых места с группой Alibi с песнями «Gimimo diena» (лит. День рождения, 2-е место) и «Nemylėjau tavęs» (лит. Я не любила тебя, 1-е место).
В 1991 году представляла Литву на фестивале Liepajas Dzintars, вместе с латвийским певцом Иго и группой Mistika дала гастроли в Литве, Латвии, Австрии и Дании. В 1991 году провела концертный тур по Польше, Чехословакии и Германии. 24 мая 1991 года стала лауреатом Гран-при на фестивале Pop Art с группой Alibi. Давала концерты в Дании, США и Лондоне. Всего выпустила 18 альбомов с 1989 по 2014 годы, наибольшую славу ей принесла песня «Dėl tavęs». На телевидении выступала в реалити-шоу «Аквариум-2» (TV3) в 2003 году и стала победительницей. В 2009 году выпустила свою автобиографию «Потерянный рай».
В 2014 году завоевала приз музыкальной ассоциации MAMA за заслуги перед литовской сценой и стала исполнительницей года. Организатор гастрольных турне «Не сожжённая на костре» (лит. Nesudeginta ant laužo), «Я — королева!» (лит. Aš – Karalienė!) и «Неоновые мышиные хвосты» (лит. Neoninės pelių uodegos). В 2017 году отметила 30 лет сценической деятельности, в том же году дебютировала в литовской версии проекта «The Voice» как тренер.
Актёрскую карьеру начала в 1990 году с музыкального фильма «Дрозд — птаха зелёная», в 2010 году сыграла саму себя в комедии «Фабрика звёзд».

### Личная жизнь
В канун Нового 1995 года Буткуте после концерта в ночном клубе Vilija повздорила с его владельцем, Хенрикасом Дактарасом, который затем избил её. Она подала заявление в полицию, однако забрала его после того, как Дактарас передал ей 5 тысяч долларов в качестве компенсации. По словам Лигитаса Кярнагиса, во время одного из выступлений один пьяный охранник Дактараса начал угрожать пистолетом Джордане, если она не продолжит концерт.
С 12 декабря 2012 года замужем за Элегиюсом Страсявичюсом. В 2016 году скончались её родители: мать в январе и отец в мае. По утверждению Джорданы, у неё были в прошлом серьёзные проблемы с алкоголем, и апофеозом этого стал случившийся выкидыш. После свадьбы Джордана бросила пить.
Джордана неоднократно испытывала проблемы со здоровьем. Так, в 2010 году перед концертами в Манчестере она попала в больницу: по одной версии, она перенесла инсульт, по другой — переутомлилась из-за плотного графика. В 2016 году супруг перенёс второй микроинсульт, из-за чего Джордана прекратила на время гастроли.

### Критика
Рядом журналистов неоднократно называлась в СМИ «королевой литовской поп-музыки» и в 2018 году даже вошла в список 50 наиболее влиятельных персон шоу-бизнеса Литвы по версии портала DELFI. С другой стороны, некоторыми критиками называется «кабацкой» певицей за свой имидж; в 2003 году после съёмок реалити-шоу «Аквариум-2» Буткуте утверждала, что СМИ нагнетали атмосферу, создавая ей образ алкоголички и наркоманки.

## Дискография
- Nemylėjau tavęs (1989)
- Džordana Butkutė ir grupė „Alibi“ (1992)
- Džordana Butkutė ir grupė „93“ (1993)
- Prisimink (1994)
- Vėl po metų (1995)
- Balta, žalia ir juoda (1996)
- Vienas namuose (1996)
- Miesto stotis (1997) Maxi single
- Vis tolyn (1997)
- Išgalvoti sapnai (1999)
- Geriausios dainos (2000)
- Geriausios dainos 2 (2001)
- Man patinka (2002)
- Tik su tavim (2003)
- Aš noriu (2004)
- Nesakysiu myliu (2006)
- Geriausios Turo Dainos (2010)
- Kryžkelės (2014)
- Kryžkelės vynil (2014)
- Labirintas (2020)
- Labirintas -video album- (2021)
- Labirintas -vynil- (2021)

## Гастрольные туры
- Не сожжённая на костре (лит. Nesudeginta ant laužo) (2014—2015)
- Я — королева! (лит. Aš – Karalienė!) (2015—2016)
- Неоновые мышиные хвосты (лит. Neoninės pelių uodegos) (2016)
- Iki Mėnulio ir atgal (2017)